# Antonio Pacheco Ruiz
Antonio Pacheco Ruiz   (Callosa de Segura, 3 de gener de 2002), conegut simplement com a Antonio Pacheco és un futbolista valencià que juga com a migcampista a l'Albacete Balompié.

## Trajectòria
Nascut a Callosa de Segura, Alacant, Antonio va implicar-se en el futbol jugant amb les categories de base del Kelme CF i posteriorment es va incorporar als juvenils del Vila-real CF. El 2018 va ser cedit al CE Roda, on va debutar en el futbol professional l'11 de novembre de 2018, entrant com a la segona part del joc en una derrota per 3-0 davant el CE Eldenc, a Tercera Divisió.
El 2020, Pacheco va ascendir a l'equip C del Vila-real també des de la tercera divisió, però també va jugar amb l'equip B, que va estar a la Segona Divisió B durant la temporada. El gener de 2021 va renovar el seu contracte amb l'equip fins al 2025.
El juny de 2022, el Vila-real “B” aconseguiria l'ascens a Segona divisió espanyola, després de guanyar la final del play-off d'ascens davant el Gimnàstic de Tarragona per 2-0 a l'Estadi de Balaídos. La temporada 2022-23 va participar en 31 partits de lliga en els quals va marcar un total de sis gols i també jugaria 8 partits amb l'equip juvenil de la Lliga Juvenil de la UEFA.
El juliol del 2023, Antonio va fitxar amb l'Albacete Balompié, amb contracte fins al 2027.